# Rebecca Gomperts

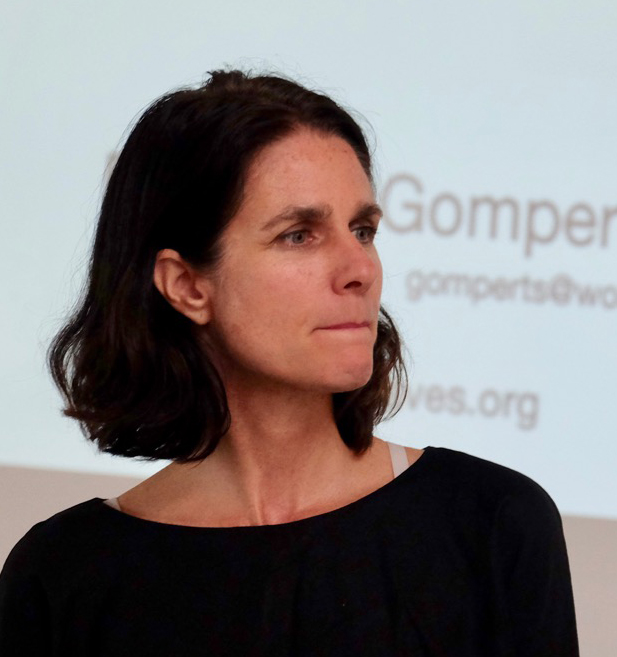
Rebeca Gompers Lodz 2017, Foto von Jarek Sawiuk.

Rebeca Gompers Lodz (* 29. Juli 1966) ist Ärztin und international tätige Aktivistin für das Recht auf Abtreibungen. Sie hat die Organisationen Women on Waves, Women on Web und Aid Access gegründet, die medizinische Leistungen in Bereich der Fortpflanzungsgesundheit für Frauen in Ländern anbieten, in denen diese Dienste nicht ausreichend verfügbar sind. Sie lebt in Amsterdam.
In den Jahren 2013 und 2014 wurde Gompers in die Reihe 100 Women der BBC aufgenommen. Das Nachrichtenmagazin TIME nannte sie eine der 100 einflussreichsten Personen 2020.

## Leben und Ausbildung
Rebecca Gomperts wurde 1966 in Paramaribo, Suriname geboren und wuchs im niederländischen Vlissingen auf. Sie studierte Medizin und Kunst an der Gerrit Rietveld Academie in Amsterdam. Im Jahr 2011 machte sie einen Master in Public Policy an der Princeton University. Ihre Promotion erlangte sie 2014 am Karolinska-Institut in Schweden. Gompert hat zwei Kinder und lebt in Amsterdam.

## Karriere und Wirken
Nach ihrem Medizinstudium arbeitete Gompert in einem Krankenhaus in den Guyanas. Zwischen 1997 und 1998 fuhr sie als Schiffsärztin und Umweltaktivistin auf dem Greenpeace-Schiff Rainbow Warrior mit.
Die Konfrontation mit dem Leid von Frauen, die keinen Zugang zu Gesundheitsversorgung und sicheren Abtreibungen haben, bewegte Gompert zur Gründung der Organisation Women on Waves. Sie entwarf eine mobile Abtreibungsklinik, die sich auf einem Schiff legal durch internationale Gewässer bewegen kann. Das Projekt wurde als „funktionales Kunstobjekt“ von der niederländischen Kunststiftung Mondriaan Fonds unterstützt.
Als Antwort auf die wachsende Zahl der Hilferufe per E-Mail von Frauen auf der ganzen Welt gründete Gomperts 2005 die Organisation Women on Web. Sie berät Frauen, die selbst eine Abtreibung durchführen müssen, da sie keinen Zugang zu Schwangerschaftsabbrüchen durch medizinisches Fachpersonal haben, über die Möglichkeiten und die Verfügbarkeit von abtreibenden Medikamenten.

## Auszeichnungen
- 2001 MS Women on the Year award
- 2002 Clara Meijer-Wichmann Penning, niederländische Menschenrechtsorganisation Liga voor de Rechten van de Mens
- 2002 Women making History award, Planned Parenthood New York
- 2004 Margaret Sanger Woman of Valor award, Planned Parenthood USA
- 2007 Global Women’s Rights Award, Feminist Majority Foundation
- 2011 Women deliver 100, Women Deliver
- 2012 Allan Rosenfield Award for Lifetime Contributions to International Family Planning, Society of Family Planning